# Karang Duren
Karang Duren is een bestuurslaag in het regentschap Jember van de provincie Oost-Java, Indonesië. Karang Duren telt 6226 inwoners (volkstelling 2010).